# Archaeomysis vulgaris
Archaeomysis vulgaris är en kräftdjursart som först beskrevs av Nakazawa 1910.  Archaeomysis vulgaris ingår i släktet Archaeomysis och familjen Mysidae. Inga underarter finns listade i Catalogue of Life.